# Введенская церковь (Чернигов)
Введенская церковь — православный храм в Чернигове, памятник архитектуры и истории национального значения.

## История
Постановлением Кабинета Министров УССР от 24.08.1963 № 970 присвоен статус памятник архитектуры национального значения с охранным № 819/3.
Постановлением Кабинета Министров Украины от 10.10.2012 № 929 присвоен статус памятник архитектуры и истории национального значения с охранным № 250044/3-Н под названием Введенская церковь.

## Описание
Входит в комплекс сооружений Троицко-Ильинского монастыря — участок историко-архитектурного заповедника Чернигов древний, расположенный на Болдиной Горе.
Построена в период 1677—1679 годы — до возведения главного сооружения ансамбля Троицкого собора. Единственная двухкупольная церковь, сохранившаяся в Левобережной Украине; форма верхов изменена вследствие восстановления после пожара 1808 года. По своим архитектурно-художественным решениям и декоративной пластике является одним из лучших образцов раннего периода архитектуры украинского барокко.
Бесстолпная, однонефная, с гранёной апсидой церковь. Вертикали барокковых куполов над центральной частью и апсидой уравновешивает с западной стороны удлинённый трапезный зал со вспомогательными службами. Насыщенный декор северного (главного) фасада, повёрнутый к Троицкому собору, подчёркивает разное функциональное предназначение помещений.
Главным украшением интерьера был пятиярусный резной иконостас в стиле барокко, изготовленный по заказу гетмана Ивана Мазепы на его средства. На иконостасе находился гетманский герб, мотивы немецкого и итальянского ренессанса — цветочные гирлянды и листья. Иконостас был уничтожен в первой половине 1930-х годов. Сейчас в Введенской церкви установлен новый иконостас, изготовленный по заказу митрополита Черниговского и Нежинского Антония в 1988—1989 годах.